# Александар клуб - Ски стаза
Александар клуб - Ски стаза је један од београдских ресторана који се налази у излетишту Кошутњак. Ресторан је отворен 1992. године.

## О ресторану
Алексансдар клуб, познатији као Ски стаза, је ресторан са једним од лепших погледа на Београд који досеже све до Фрушке горе. У Александар клуб је могуће ући са две стране, главни улаз је из Пионирске улице (кружни пут кроз Кошутњак), а могуће је ући и из улице Радована Драговића код броја 10. У склопу клуба налазе се две стазе за скијање опремљене жичарама, стаза за санкање и велико дечије игралиште. Ту се одржавају моногобројне манифестације попут летњих позоришта, музичких фестивала, ликовних колонија, спортских дешавања, презентација и промоција.

## Занимљивости
На ски стази се скија више од 20 година, тачније од зиме 1991/92. године када је на иницијативу власника Александар клуба Ђорђа Станимировића и познатог београдског новинара Ђоке Вјештице направљено скијалиште. Првих година скијало се 365 дана годишње захваљујући специјалној подлози на стази која од 1999. године није у функцији. На стази за санкање се редовно одржава Санканијада која је 2017. године одржана по 20. пут.